# Odontesthes hatcheri
Odontesthes hatcheri es una especie de agua dulce del género de peces Odontesthes, de la familia Atherinopsidae en el orden Atheriniformes. Habita en aguas del Cono Sur de América del Sur, y es denominada comúnmente pejerrey patagónico. Posee una carne sabrosa, por lo que es buscado por los pescadores deportivos. Esta especie puede llegar a superar los 40 cm de largo total.

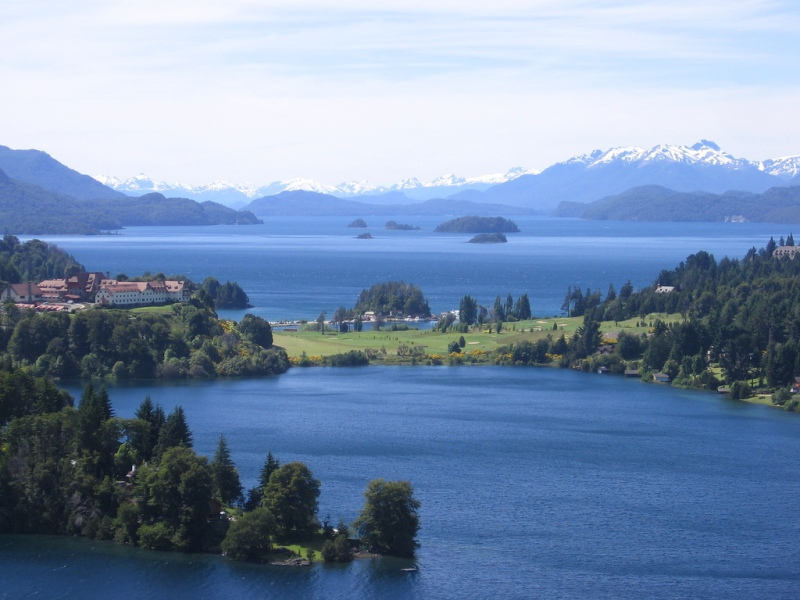
El lago Nahuel Huapi; un ejemplo del hábitat de esta especie.

## Distribución y hábitat
Odontesthes hatcheri habita en aguas frías a templado-frías de lagos, lagunas, y cursos fluviales de agua dulce del sur de América del Sur. En la Argentina se distribuye por el oeste y sudoeste, desde la región de Cuyo en las cuencas precordilleranas del río San Juan y del río Desaguadero en las provincias de San Juan y Mendoza, hasta gran parte de la Patagonia argentina, tanto en ríos y lagos que desaguan en el océano Atlántico como los de la cuenca del Pacífico; a través de Neuquén, La Pampa, Río Negro y Chubut, llega por el sur hasta la cuenca del río Santa Cruz, en Santa Cruz, y por medio del río Colorado hacia el este alcanza el partido de Villarino, en el sur de Buenos Aires.
En Chile vive en el sur, en la Patagonia chilena, en los ríos y lagos que desembocan en el océano Pacífico entre el río Puelo (Región de Los Lagos) por el norte y el río Baker (Región de Aysén) por el sur.

## Taxonomía
Esta especie fue descrita originalmente en el año 1909 por el ictiólogo estadounidense, nacido en Alemania, Carl H. Eigenmann bajo el nombre científico de Menidia hatcheri.
Durante décadas fue mal llamado con el nombre de O. microlepidotus, la cual es una especie chilena.
Localidad tipo
La localidad tipo es: «Lago Pueyrredón, Santa Cruz, Argentina». Los ejemplares tipos están perdidos.

## Características
Características diagnósticas
- Posee el borde dorsal del opérculo continuado en el reborde laminar del proceso dorsal del opérculo;
- Presencia de escamas pequeñas en el caño del cleitro.

Características generales
Presenta una conformación general gruesa, con la cabeza corta. El premaxilar muestra de 2 a 5 hileras irregulares de dientes cónicos, los de la hilera externa son mayores. Los dientes de la quijada inferior también están dispuestos en hileras, pero son más pequeños. Las escamas son numerosas y pequeñas, acumulando más de 70 en la línea longitudinal. El pedúnculo caudal es angosto.
La coloración general es amarillo-plateado. El borde externo en cada escama está punteado de color negro, generando de este modo una tonalidad oscura.

## Costumbres
Dieta
Desde su etapa juvenil, hasta que alcanzan los 100 mm de largo viven entre los juncos (Schoenoplectus californicus) que se desarrollan en las riberas, donde predan sobre insectos terrestres y microcrustáceos, ostrácodos, cladóceros, larvas de quironómidos, etc. Posteriormente se desplazan hacia la zona limnética donde buscan microcrustáceos y moluscos (Chilina y Biomphalaria). Finalmente, al superar los 400 mm de largo, su dieta está compuesta casi totalmente por moluscos (malacófaga).

## Conservación
Posee una carne sabrosa, por lo que es buscado por los pescadores deportivos. Para su  pesca se emplea carnada fresca (filetes, mojarritas, etc.) con líneas a fondo o a flote, y con uno o dos anzuelos de pequeño tamaño.
Por su importancia económica, se ha difundido su cultivo artificial. Sus poblaciones han sufrido el impacto negativo de la introducción en su ecosistema de salmónidos desde el hemisferio norte y del pejerrey bonaerense (O. bonariensis), con el cual está generando casos de hibridación.